# IG Metall
Pour les articles homonymes, voir IGM.

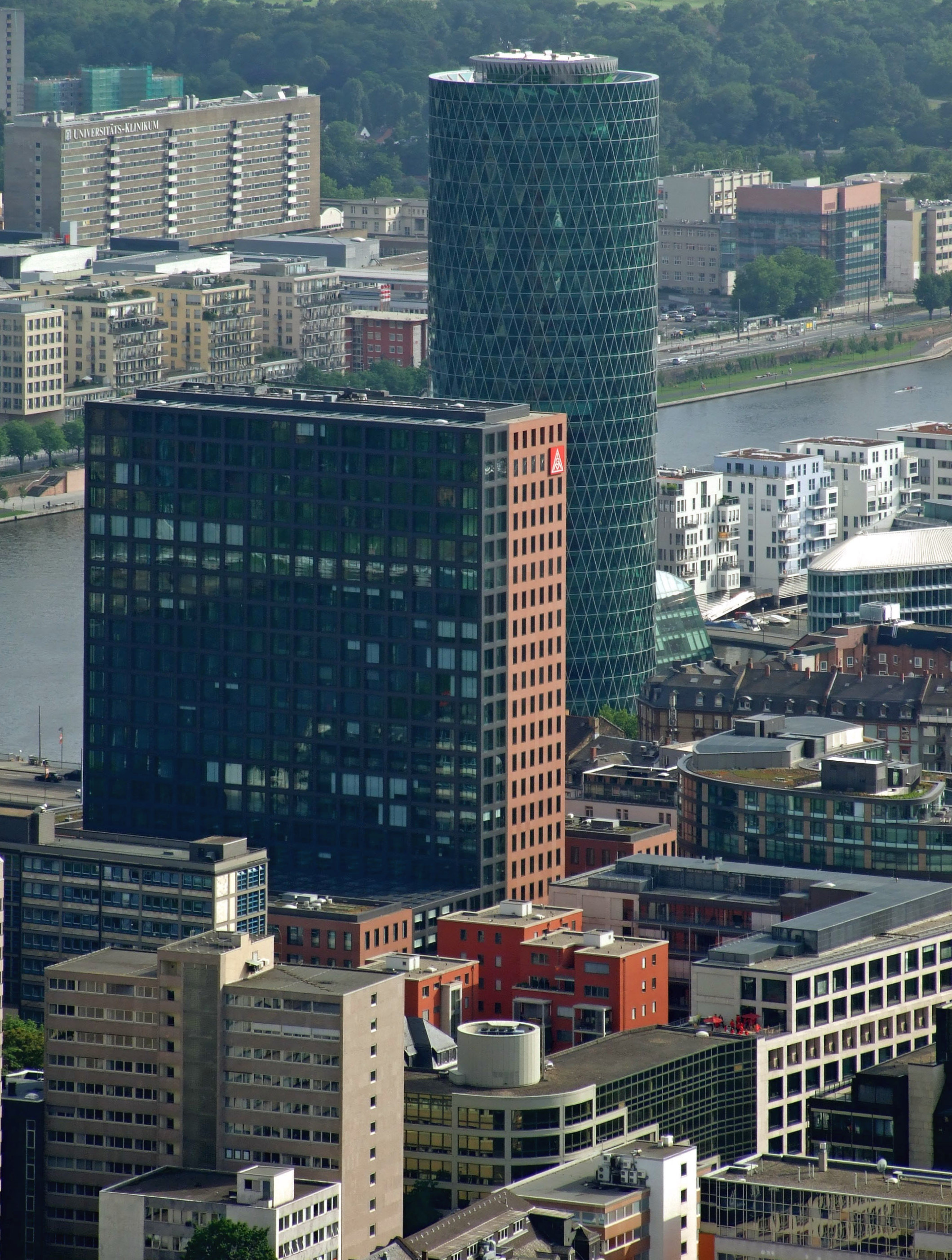
Le siège d'IG Metall à Francfort-sur-le-Main (immeuble couleur marron).

IG Metall ou IGM (Industriegewerkschaft Metall, en français : « union industrielle métal ») est un syndicat professionnel allemand qui représente les ouvriers de l'industrie métallurgique, du textile et de l'habillement, du bois et du plastique.
Il compte en 2013 2,4 millions de syndiqués, ce qui le place ainsi comme le premier syndicat d'Europe en effectif. Les effectifs d'IG Metall ont culminé à 3 millions de membres en 1994, avant de fondre jusqu'en 2009 pour atteindre 2,2 millions. Les 459 millions d'euros accumulés grâce aux cotisations permettent d'alimenter une caisse d’indemnisation des grévistes, représentant 15 % de ces recettes.
IG Metall est membre de la Deutscher Gewerkschaftsbund (DGB), de la Fédération européenne des métallurgistes et de la Fédération internationale des organisations de travailleurs de la métallurgie.
Detlef Wetzel est le président d'IG Metall entre 2013 et 2015. Il est membre du Parti social-démocrate (SPD), comme la majorité des dirigeants du syndicat. Jörg Hofmann lui succède de 2015 à 2023, puis Christiane Benner, la première femme à occuper cette fonction.
IG Metall a son siège à Francfort-sur-le-Main.

## Historique
- 1891 : Création de l'association allemande des métallurgistes (Deutscher Metallarbeiter-Verband), l'organisation fondatrice d'IG Metall la plus importante. Le DMV se développe rapidement pour devenir le plus gros syndicat allemand indépendant sous l'Empire et la République de Weimar ;
- 1949 : 
  - Fondation de « IG Metall für die Bundesrepublik Deutschland » (syndicat industriel métal pour la République Fédérale Allemande) ;
  - Congrès fondateur du DGB (Confédération allemande des syndicats) ;
- 1967 : Semaine de 40 heures dans la métallurgie ;
- 1978 : Grève pour les 35 heures hebdomadaires dans l'industrie sidérurgique ;
- 1984 : Grève pour les 35 heures hebdomadaires dans l'industrie métallurgique (sans succès) ;
- 1990 : Adaptation par étapes des conventions collectives est-allemandes aux normes d'Allemagne de l'ouest ;
- 1991 : Unification des syndicats de RFA et de RDA ;
- 1995 : Introduction des 35 heures hebdomadaires dans l'industrie métallurgique ;
- 2003 : La grève pour les 35 heures en Allemagne est en grande partie un échec ; dans la sidérurgie et dans de nombreuses autres entreprises, les 35 heures sont introduites progressivement et avec succès (dans l'indifférence gouvernementale).
- 2013 : IG Metall initie son combat contre les emails et les sms adressés aux salariés en dehors des heures de travail[4].
- 2018 : Actions du syndicat IG Metall pour une réduction du temps de travail de ses salariés.

Le champ actuellement couvert par IG Metall est le fruit de plusieurs fusions de syndicats :
- La Gewerkschaft Textil und Bekleidung (GTB), syndicat du textile et de l'habillement, a rejoint IG Metall le 1er avril 1998 ;
- la Gewerkschaft Holz und Kunststoff (GHK), syndicat du bois et du plastique, a rejoint IG Metall le 1er janvier 2000.